# Iglesia de Nuestra Señora de la Asunción (Deza)
La Iglesia de Nuestra Señora de la Asunción de la localidad soriana de Deza, (Castilla y León), se encuentra en la zona Oeste de la localidad.

## Descripción
Antigua villa estratégica perteneciente al señorío de los duques de Medinaceli, que tenían la importante fortaleza, Deza contaba con dilatado proceso histórico en tierras limítrofes con Aragón y la sierra de Miñana.
Su iglesia parroquial es un notable ejemplo del modelo "hallenkirche" o "iglesia-salón" como convencionalmente se denomina a las iglesias caracterizadas por tener las tres naves cubiertas a la misma altura, dentro de lo cual entran variantes que a veces tienen pilares cilíndricos, de donde la denominación de "iglesias columnarias". Teniendo este tipo de templos cronología variada desde el siglo XV hasta fines del XVI (y aun posteriores) los detalles constructivos, sus bóvedas y demás son muy distintas.
Son bastantes los ejemplos sorianos de este modelo "hallenkirche", como los de Berlanga de Duero o San Pedro de Soria. La iglesia parroquial de Deza, dedicada a la Asunción de la Virgen, es de gran amplitud y correcta construcción. Como corresponde al modelo que sigue tiene tres naves cubiertas a la misma altura, más ancha la nave central, cada una de ellas con cuatro tramos, y una capilla mayor de fondo poligonal de tres paños poco profunda. El alzado es esbelto, según destacan los pilares columnarios, es decir de sección circular. Las bóvedas responden a la tipología de mediado el siglo XVI, en la estela tardogótica y con tracería compleja en los nervios cruceros, terceletes, secundarios, y numerosos combados en las tres naves. Menos compleja es la bóveda de la Capilla mayor, por donde se iniciaría la cubierta.